# 美合站
美合站（日语：／ Miai eki */?）是位於愛知縣岡崎市美合町，屬於名古屋鐵道（名鐵）的名古屋本線車站。車站編號為NH11。

## 概要
急行以下的列車會停此站。此外，在平日早上從豐川稻荷出發前往岐阜的1班快速特急和1班特急，以及有晚上從名古屋方向前往伊奈的2班特急（星期六及假日為1班）停此站。在日間，前往豐橋的急行列車與前往伊奈的普通列車會進行緩急接續。在黃昏，下行普通列車會等待特急通過此站。
主要為早上，設有少數從此站出發前往名古屋方向的列車。從前設有在日間每小時2班的急行在此站為終點站，隨後其列車延長至豐川稻荷，其中2班縮短至以東岡崎為終點站，在2003年的修正中減少至1班。

## 歷史
- 1926年（大正15年）4月1日 - 愛知電氣鐵道（日语：愛知電気鉄道）東岡崎至小坂井之間開通，此站啟用。
- 1935年（昭和10年）8月1日 - 愛知電氣鐵道與名岐鐵道合併，成為名古屋鐵道車站。
- 1966年（昭和41年）7月1日 - 日清紡織專用線廢止[1]。
- 1982年（昭和57年）6月16日 - 終止貨物營業服務[2]。
- 1985年（昭和60年）12月 - 跨站式站房與2層高的車站大廈開始建造。總工程費用約5億5千萬日圓[3]。
- 1986年（昭和61年）12月2日 - 跨站式站房落成（舊車站大樓向東遷移）[4]。
- 2005年（平成17年）3月15日 - 車站可以使用交通儲值卡「Trans Pass（日语：トランパス (交通プリペイドカード)）」。
- 2008年（平成20年） - 設置升降機無障礙設施。
- 2011年（平成23年）2月11日 - 車站可以使用「manaca」IC卡。
- 2012年（平成24年）2月29日 - 交通儲值卡「Trans Pass」的服務終止，此站也不可使用其儲值卡。

## 車站構造
車站設有2面4線的島式月台，月台可容納8卡車廂，另外設有數條側線。
| 月台 | 路線       | 方向 | 目的地                 | 備註   |
| ---- | ---------- | ---- | ---------------------- | ------ |
| 1    | 名古屋本線 | 下行 | 東岡崎、名鐵名古屋方向 | 待避線 |
| 2    | 名古屋本線 | 下行 | 東岡崎、名鐵名古屋方向 | 本線   |
| 3    | 名古屋本線 | 上行 | 豐橋、豐川稻荷方向     | 本線   |
| 4    | 名古屋本線 | 上行 | 豐橋、豐川稻荷方向     | 待避線 |

此站東邊設有渡線，可讓在此站為終點站的列車折返使用。現時平日早上設有1班下行列車從此站出發，該列車從本宿站以不載客列車進入此車站。
此站南邊鄰近中川休姆管工業岡崎工廠，設有側道連接工廠。因此在在車站南邊的出入口只為工廠而設，車站南邊的居民需要在另一邊出口經過平交道才能前往車站南邊。
此站曾經設有日清紡績美合工廠（現時為日清紡紡織美合事業所）的貨物線。現時已經廢止，至今遺留了貨物月台。
在2007年度開始建設升級機。在出發列車顯示牌中，於2008年2月於閘口，於2009年2月於月台上設置。當中，在2008年3月月台提高高度工程完成。
此車站未設置彈性轉轍器，因此通過列車的速度限制為100km/h。

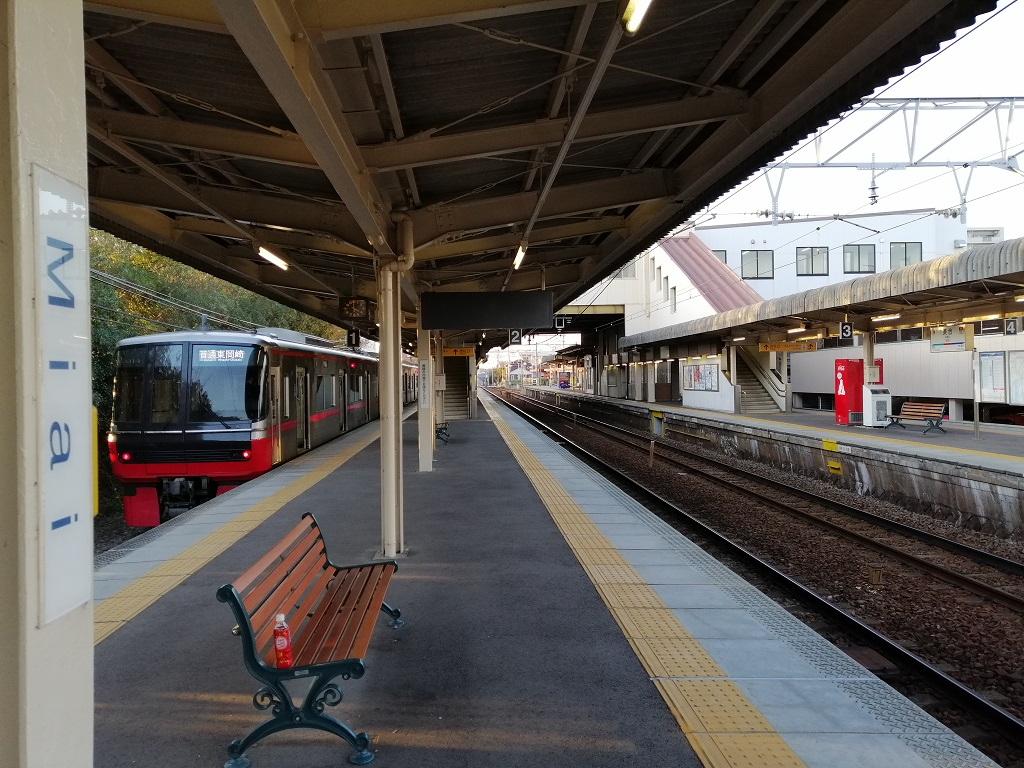
月台
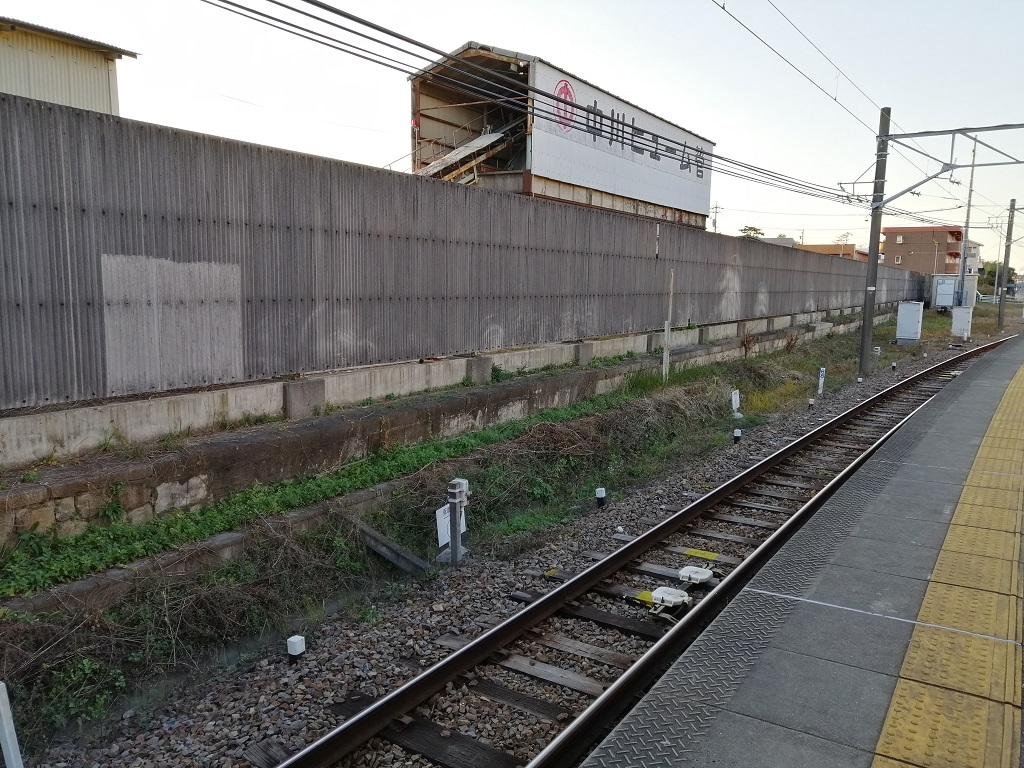
車站南邊鄰近中川休姆管工業（日语：中川ヒューム管工業）岡崎工廠
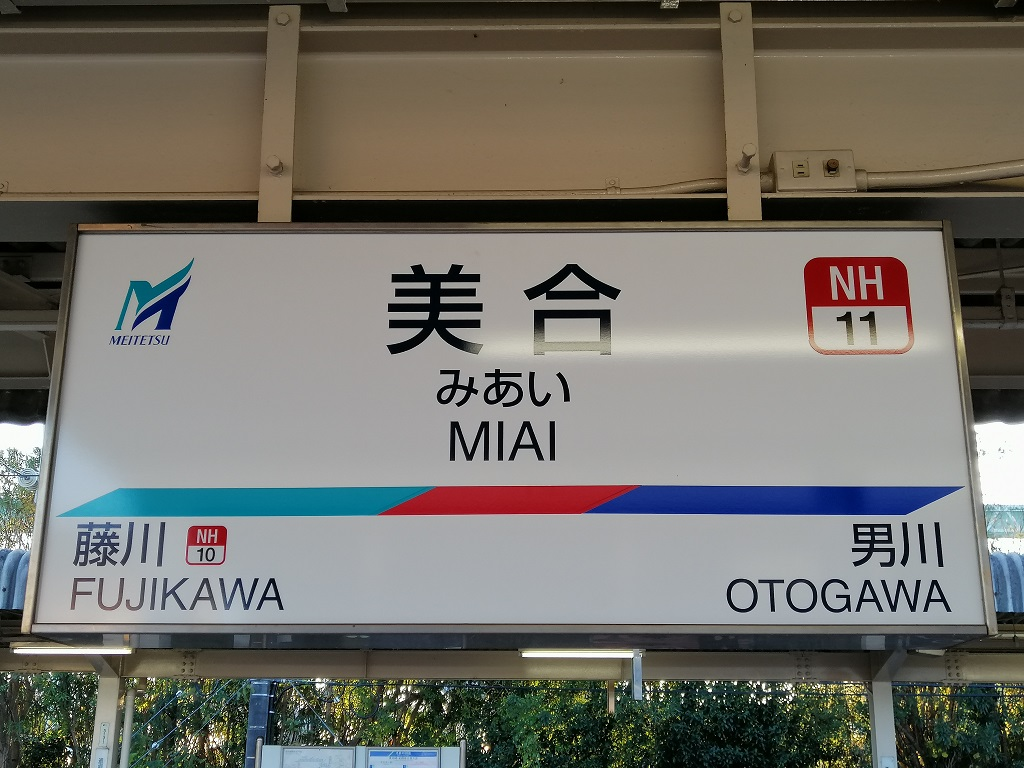
站名牌

### 配線圖
| ← 豐橋方向      | 美合駅 站內配線略圖 | → 東岡崎、 名古屋方向 |
| 图例 参考文献： |                     |                       |

## 利用狀況
- 在中提及在2013年度，當時1日平均上下車人次為7,536人，為名鐵所有車站（275站）排名第55，名古屋本線（60站）中排名第21[7]。
- 在中提及在1992年度，當時1日平均上下車人次為9,927人，為除岐阜市內線均一車費區間內各站（岐阜市內線、田神線、美濃町線徹明町站至琴塚站之間）外名鐵所有車站（342站）中排名第42，名古屋本線（61站）排名第20[8]。
- 根據岡崎市統計資料，以下為近年1日平均上下車人次列表[9]：

| 年度               | 1日平均 上下車人次 |
| ------------------ | ------------------ |
| 2012年（平成24年） | 7,708              |
| 2013年（平成25年） | 7,536              |
| 2014年（平成26年） | 7,390              |
| 2015年（平成27年） | 7,636              |
| 2016年（平成28年） | 7,870              |
| 2017年（平成29年） | 8,402              |

## 車站周邊

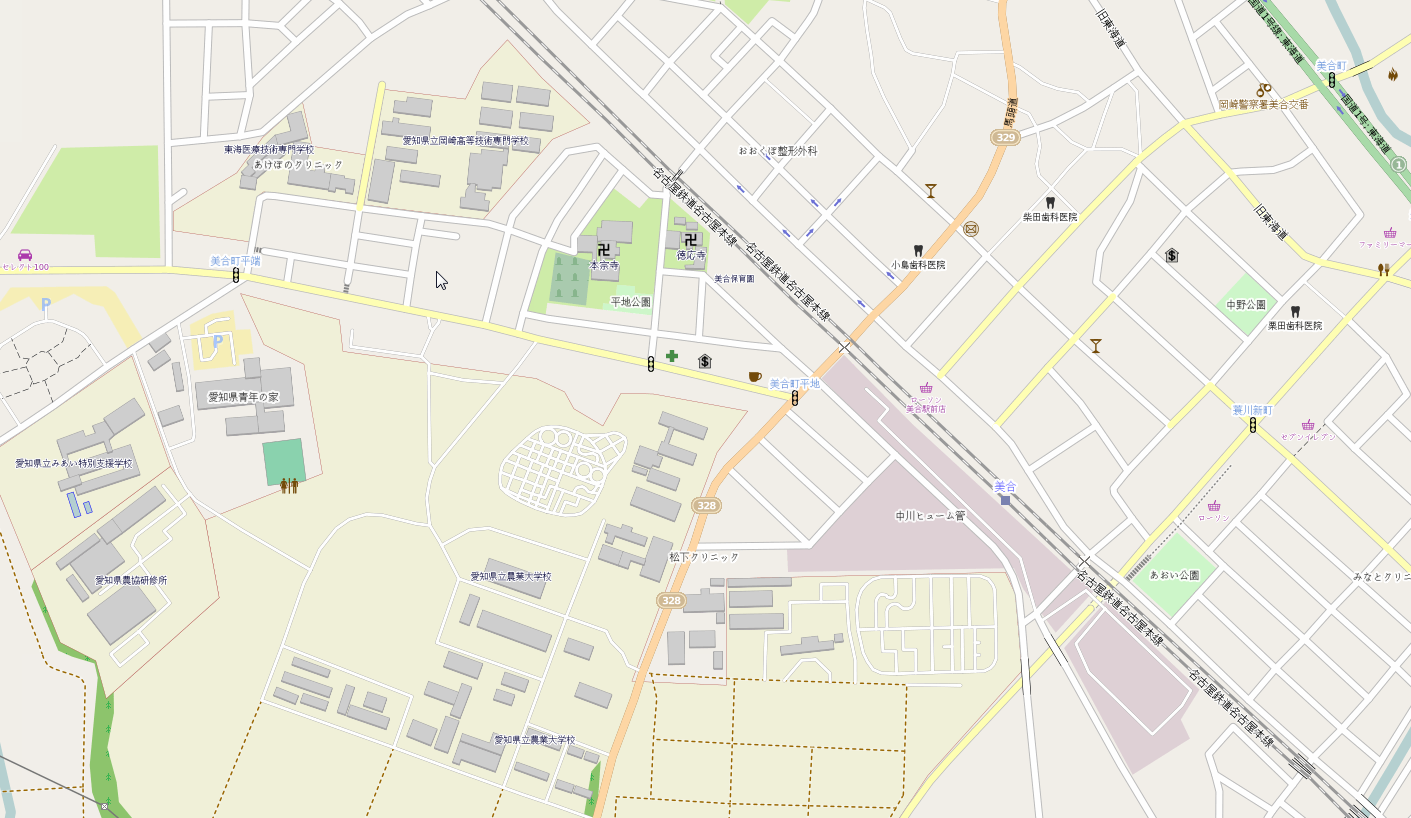
美合站周邊地圖

教育機關
- 愛知縣立農業大學（日语：愛知県立農業大学校）
- 愛知縣立岡崎高等技術専門校
- 愛知縣青年之家（日语：愛知県青年の家）
- 美合幼兒園

金融機關
- 岡崎美合郵局
- 岡崎信用金庫（日语：岡崎信用金庫）美合分店
- 西尾信用金庫（日语：西尾信用金庫）美合分店
- 碧海信用金庫（日语：碧海信用金庫）美合分店

商業設施
- Domy（日语：ドミー (チェーンストア)）美合店
- Daily Yamazaki（日语：デイリーヤマザキ） 岡崎美合站前店
- cocokara fine（日语：ココカラファイン）美合店

醫療機關
- 東原齒科醫院

企業
- 中川休姆管工業（日语：中川ヒューム管工業）岡崎工廠
- 日清紡績（日语：日清紡ホールディングス）美合事業所
- 日清紡機械電子（日语：日清紡メカトロニクス）美合工機事業所

寺院
- 本宗寺（日语：本宗寺）

其他
- 愛知縣道328號本鄉美合停車場線（日语：愛知県道328号本郷美合停車場線）（馬頭道）
- 愛知縣道329號美合停車場線（日语：愛知県道329号美合停車場線）（馬頭道）

## 巴士路線
名鐵巴士 美合巴士站
- 1號乘車處
  - 商工會議所前、岡崎警署前方向，往中央綜合公園、元氣館前、岡崎站前、羽栗、一畑山藥師寺（季節服務）
- 2號乘車處
  - 往東岡崎（經洞町）、市民醫院（經大平）

## 相鄰車站
名古屋鐵道
 名古屋本線
□快速特急、■特急
通過
■特急（上行特別停車）
國府（NH04）－美合（NH11）－東岡崎（NH13）
□快速特急、■特急（下行特別停車）
本宿（NH08）－美合（NH11）－東岡崎（NH13）
■急行
本宿（NH08）－美合（NH11）－（部分停靠男川（NH12））－東岡崎（NH13）
■準急、■普通
藤川（NH10）－美合（NH11）－男川（NH12）

## 注腳
1. ↑  名古屋鐵道廣報宣傳部（編）. . 名古屋鐵道. 1994: 1018.
2. ↑  名古屋鐵道廣報宣傳部（編）. . 名古屋鐵道. 1994: 1052.
3. ↑  『東海愛知新聞』1986年11月28日，1面，「2階建てビルに改築　名鉄美合駅　来月2日オープン」。
4. ↑  名古屋鐵道廣報宣傳部（編）. . 名古屋鐵道. 1994: 581.
5. 1 2  駅時刻表：名古屋鉄道・名鉄バス （页面存档备份，存于），2019年3月24日參閲
6. ↑  電氣車研究會，『鐵道畫刊』通卷第816號 2009年3月 臨時特刊號 「特集 - 名古屋鉄道」，卷末收錄「名古屋鐵道 配線略圖」
7. ↑  名鐵120年史編纂委員會事務局（編）. . 名古屋鐵道. 2014: 160–162.
8. ↑  名古屋鐵道廣報宣傳部（編）. . 名古屋鐵道. 1994: 651–653.
9. ↑   (PDF). 岡崎市.   [2019-04-05]. （原始内容存档 (PDF)于2016-11-16）.

## 外部連結
- 美合 - 名古屋鐵道